# Међународни рачуноводствени стандард 38
Међународни рачуноводствени стандард 38 - Нематеријална улагања прописује поступак рачуноводственог обухватања нематеријалних улагања која нису предмет неког другог МРС-а. Он захтева да предузеће призна нематеријално улагање, ако и само ако су задовољени одређени критеријуми, затим прецизиран начин на који треба да се врши мерење исказане вредности нематеријалног улагања и захтева одређена обелодањивања. Приликом утврђивања да ли неко средство које у себи обједињује и нематеријалне и материјалне елементе треба да се третира према МРС 16 Некретнине, постројења и опрема или као нематеријално средство (улагање) потребно је да се оцени који су елементи значајнији.
На пример, рачунарски програм (софтвер) без ког компјутер не може да функционише представља саставни део припадајућег хардвера и третира се као некретнина, постројење и опрема. Ако софтвер није саставни део рачунара, третира се као нематеријално улагање.
Овај стандард се примењује на расходе на име оглашавања, обуке, предоперативних активности, истраживачких и развојних активности. Дефиниција нематеријалног улагања је да је оно немонетарно средство без физичког садржаја које служи за производњу, испоруку робе или услуга, за изнајмљивање другим лицима или се користи у административне сврхе. Нематеријална улагања се амортизују током њиховог корисног века трајања.